# Keresztény Múzeum
A Keresztény Múzeum Esztergomban, az Esztergom-Budapesti főegyházmegye tulajdonában és fenntartásában működő országos múzeum, amely Magyarország leggazdagabb egyházi gyűjteményét mutatja be. A múzeum a Vízivárosban, a Mindszenty téren lévő prímási palota második emeletén található. Gyűjteménye több mint 10 000 műtárgyat tartalmaz, amelyek a 13. és 19. század közötti időszakból származnak.
Kiemelkedő darabjai közé tartozik a Kolozsvári Tamás által készített Kálvária-oltár, a garamszentbenedeki úrkoporsó, valamint M S mester passióképei. Gazdag gyűjteményével az ország harmadik legnagyobb képtára a Szépművészeti Múzeumot és a Nemzeti Galériát követően, valamint a világ harmadik legnagyobb egyházmegyei múzeuma a Vatikáni Múzeumok és müncheni Diözesanmuseum után. A Múzeum üzemelteti a Mindszenty-emlékhelyet a Főszékesegyházi Kincstár egy különtermében.

## Története

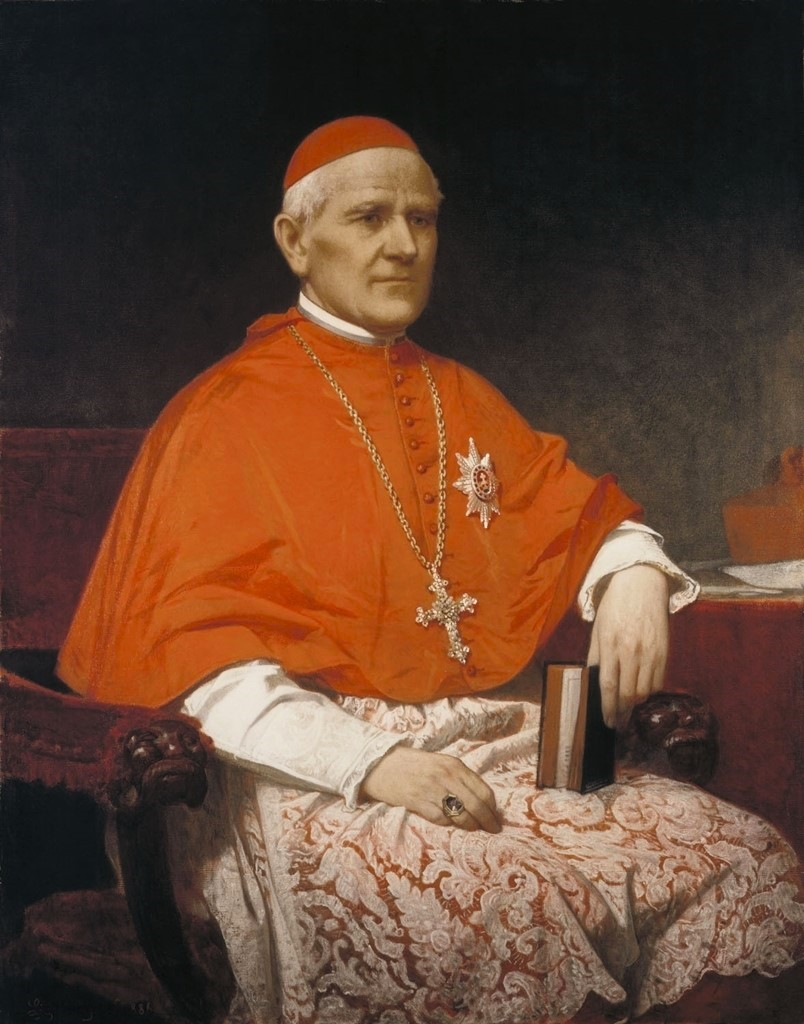
Simor János esztergomi érsek, a múzeum alapítójának portréja (Liezen-Mayer Sándor, 1886, Keresztény Múzeum)

A Keresztény Múzeumot Simor János esztergomi érsek, hercegprímás alapította a 19. század második felében. A bíboros a prímási palotában létrehozott jelentős magángyűjteményét intézményes keretek közé helyezte, és azt nem a mindenkori esztergomi érsek, hanem a Főegyházmegye tulajdonába adományozta – ezzel biztosítva a gyűjtemény fennmaradását és közösségi hasznosítását. Az alapító célja az volt, hogy Esztergomot a magyar katolikus kultúra és művészet meghatározó központjává tegye, méltó módon reprezentálva az egyházművészet értékeit.

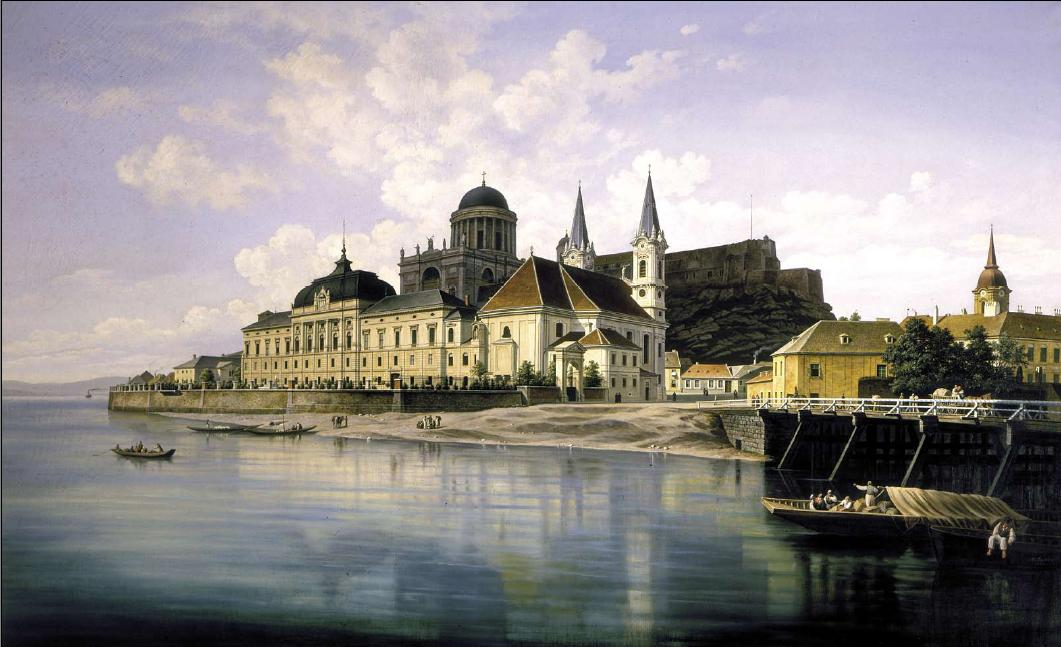
A Dunapart az esztergomi Prímási palotával (Hubert Sattler, 1883, Keresztény Múzeum)

Simor műgyűjtői tevékenysége egy tudatos folyamat része volt: figyelemmel kísérte a külföldi műkereskedelmi árveréseket, rendszeresen tett megrendeléseket korabeli művészeknél, valamint jelentős külföldi gyűjteményekből is vásárolt. A törekvései nyomán létrejött gazdag kollekció 1875. október 12-én nyílt meg a nagyközönség előtt Prímási Kép- és Metszvénytár néven, 206 középkori és 19. századi festményt bemutatva. Ezzel a Múzeum a Magyar Királyság harmadik nyilvános múzeumává vált a Nemzeti Múzeum és az Iparművészeti Múzeum után.
A gyűjtemény egyik korai jelentős bővítése 1878-ban történt, amikor Simor 42 000 líráért megvásárolta a 60 darabból álló római Bertinelli-gyűjteményt. A múzeum 1882-ben került mai helyére, a prímási palota második emeletére. Intézményes elnevezését – Keresztény Múzeum – hivatalosan 1887-ben kapta meg, ekkor Simor alapító okiratban is rögzítette a múzeum működésének feltételeit és céljait.

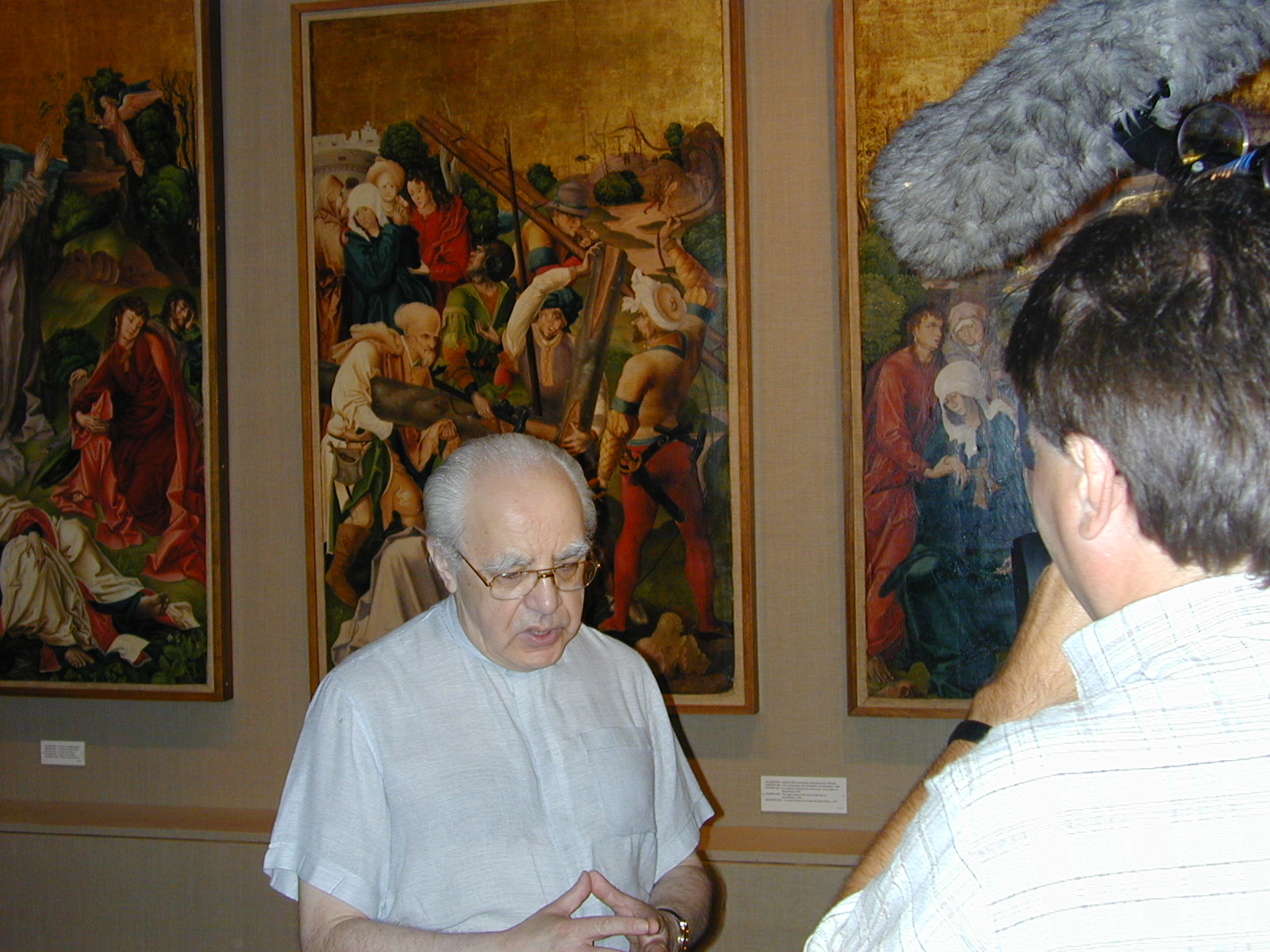
Cséfalvay Pál kanonok a Keresztény Múzeumban, M S mester passióképei előtt

Az érsek halálát követően a gyűjtemény hivatalosan a Főszékesegyház tulajdonába került, és a későbbi érsekek – különösen Csernoch János hercegprímás – jelentős mértékben hozzájárultak további gyarapításához. Az intézmény történetének egyik jelentős eseménye az 1918–1919 fordulóján történt: ekkor került Esztergomba a korábban Nagyváradon őrzött, művészettörténeti szempontból rendkívül értékes Ipolyi Arnold-féle gyűjtemény, amely számos középkori magyar műtárgyat tartalmaz. Ezt követően több adományozás révén is bővült a múzeum anyaga.
A második világháború után a Keresztény Múzeum – egyházi tulajdona ellenére – 1952-ben a Balassa Bálint Múzeum igazgatása alá került, azonban nem államosították. A kiállításokat 1954-ben újrarendezték, és 1955-től kezdődően időszaki kiállításokat is rendszeresen rendeztek. A múzeum modernkori történetének jelentős eseménye 1982-ben történt, amikor Lékai László bíboros új kiállítótermeket hozott létre a palota földszintjén, további lehetőséget biztosítva időszaki tárlatok bemutatására. A múzeum azóta is folyamatosan működik, az egyházi művészet, a középkori és reneszánsz európai műalkotások, valamint a magyar szakrális művészet egyik legfontosabb hazai és közép-európai gyűjtőhelyeként.

## Gyűjteménye

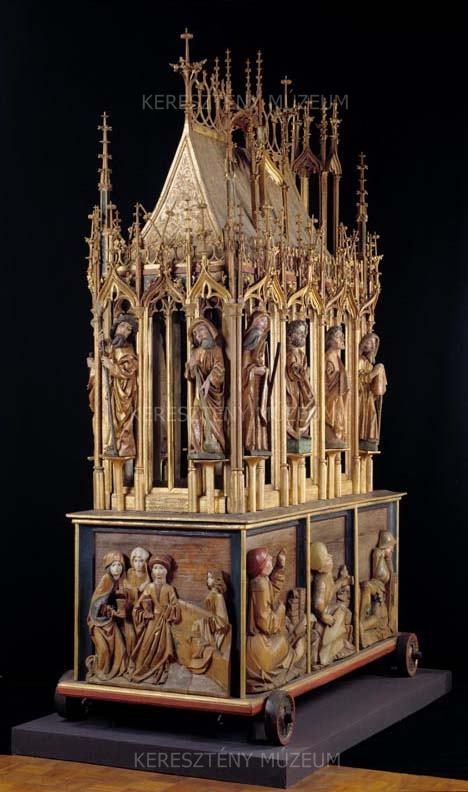
A garamszentbenedeki úrkoporsó (1480 körül)

A Keresztény Múzeum gyűjteménye a 13. századtól a 19. század végéig terjedő időszakból származó magyar, olasz, németalföldi, német és osztrák mesterek műalkotásait foglalja magában, különös tekintettel az egyházi és vallásos témájú művekre. Több mint 10 000 műtárgyat tartalmazó gyűjteményével ez Magyarország harmadik legnagyobb képtára a Szépművészeti Múzeum és a Magyar Nemzeti Galéria után.
A középkori művészet és a reneszánsz stílus reprezentatív darabjai közül kiemelkedik Kolozsvári Tamás Kálvária-oltára, a garamszentbenedeki apátságból származó, gótikus stílusú úrkoporsó, valamint az ismeretlen mesterként számon tartott M S mester nagyszabású passióciklusa. Ezek a művek nemcsak művészeti, hanem ikonográfiai és vallástörténeti szempontból is jelentősek. Az újkori festészeti gyűjtemény a 17–19. századi barokk, rokokó és klasszicista stílusok egyházművészeti egyvelege. A festmények tematikailag gyakran bibliai jeleneteket, szentek életét, illetve allegorikus kompozíciókat ábrázolnak, emellett számos világi személy portréját is tartalmazzák – megtalálható itt például I. Ferenc József császár és király fiatalkori képmása, ahogyan Balassa Bálint egyetlen ismert hiteles portréja is.
A grafikai gyűjteménye több mint ötezer lapból áll, és metszeteket, rajzokat, valamint ikonográfiai tanulmányokat tartalmaz, köztük van Dyck, Rembrandt és Jacques Callot nyomatait is. A Múzeum  időszaki kiállítóterei emellett rendszeresen adnak otthont különböző tárlatoknak, amelyek kortárs egyházi művészek, restaurálási projektek vagy tematikus művészettörténeti feldolgozások bemutatására szolgálnak.

## Galéria

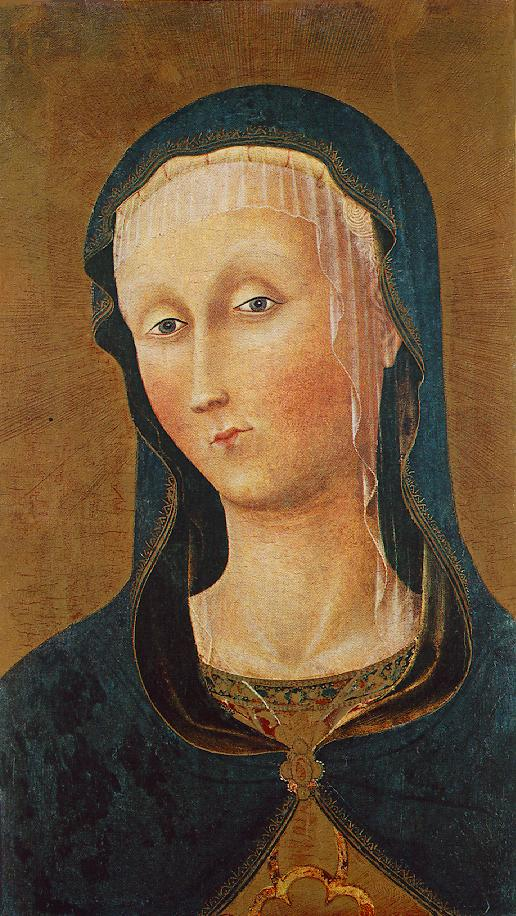
Mária (Pietro di Giovanni d’Ambrogio, 1440-es évek)
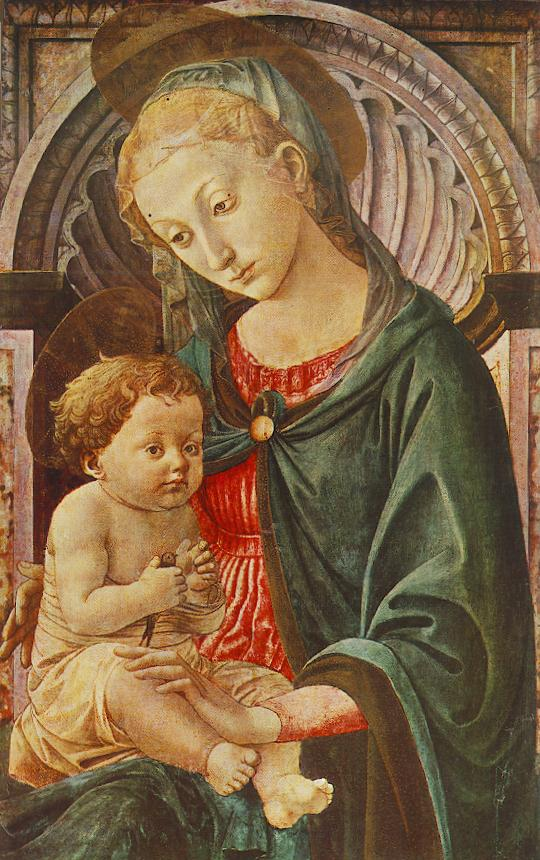
Mária gyermekével (Pesellino, 1450-es évek)
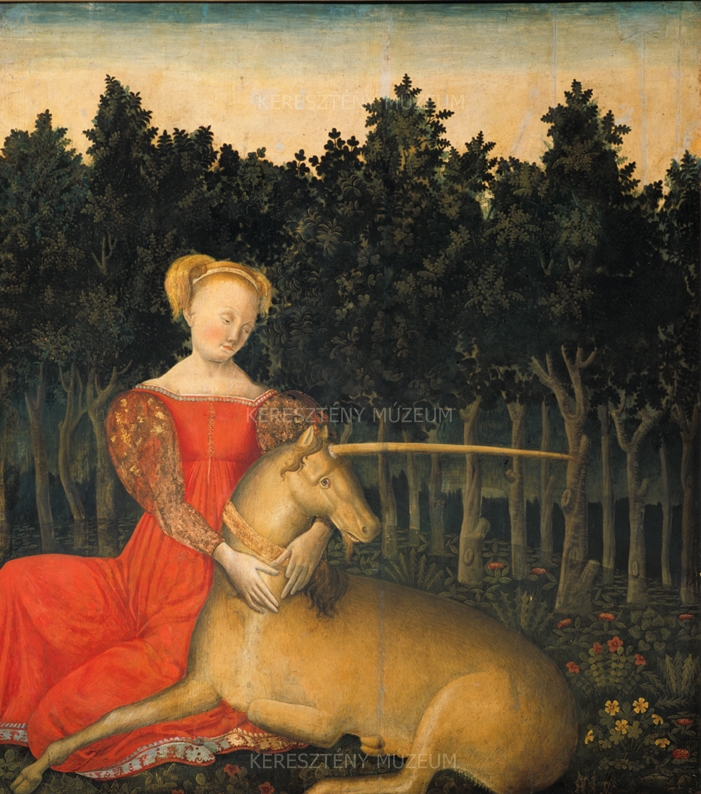
Leány az egyszarvúval (ismeretlen itáliai festő, 15. század közepe)
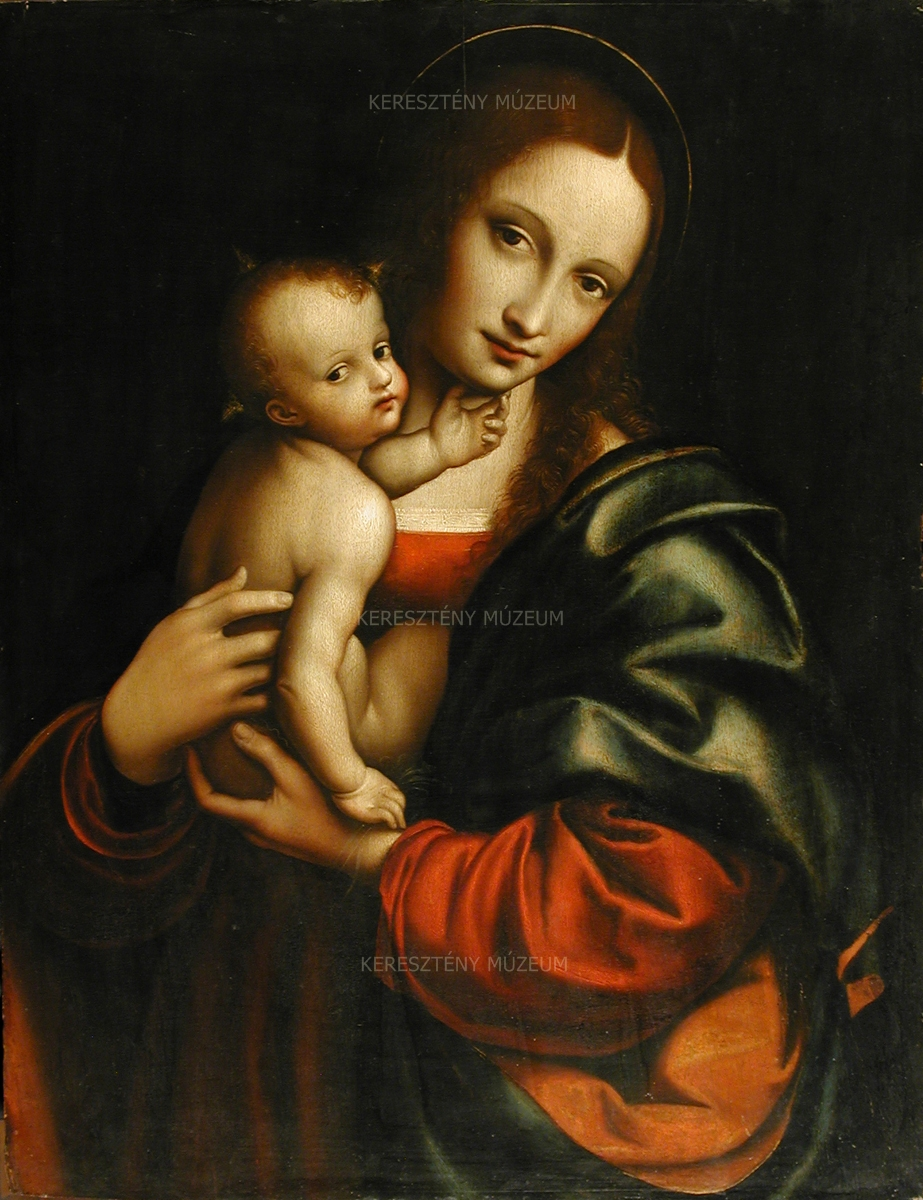
Mária gyermekével (Giampietrino, 16. század)
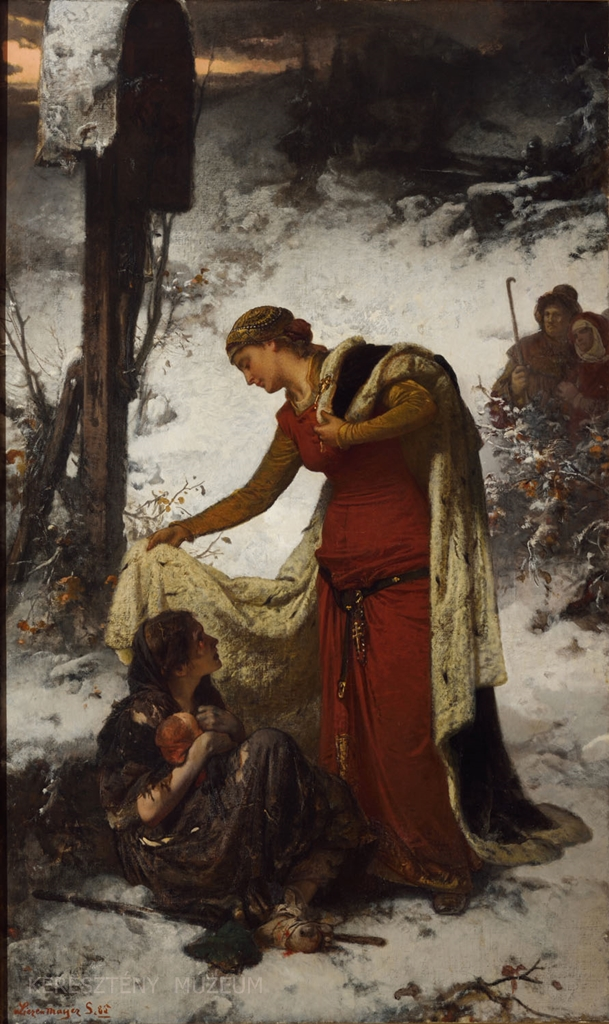
Árpádházi Szent Erzsébet (Liezen-Mayer Sándor, 19. század)
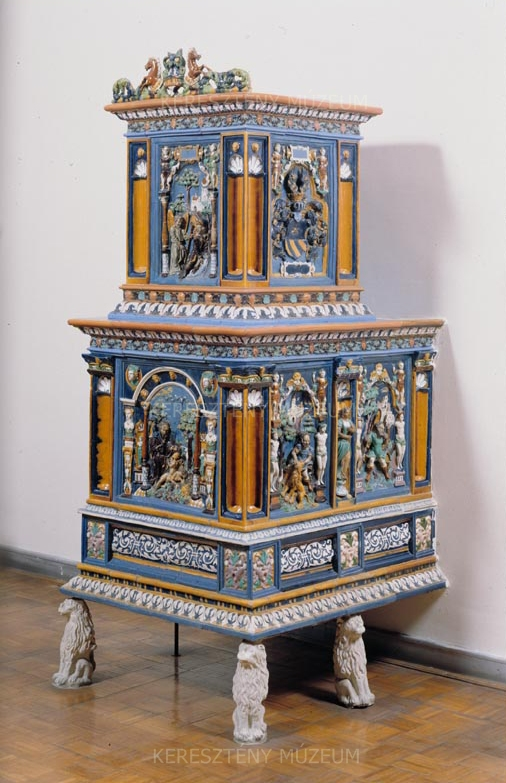
Cserépkályha (Salzburg, 1570 körül)

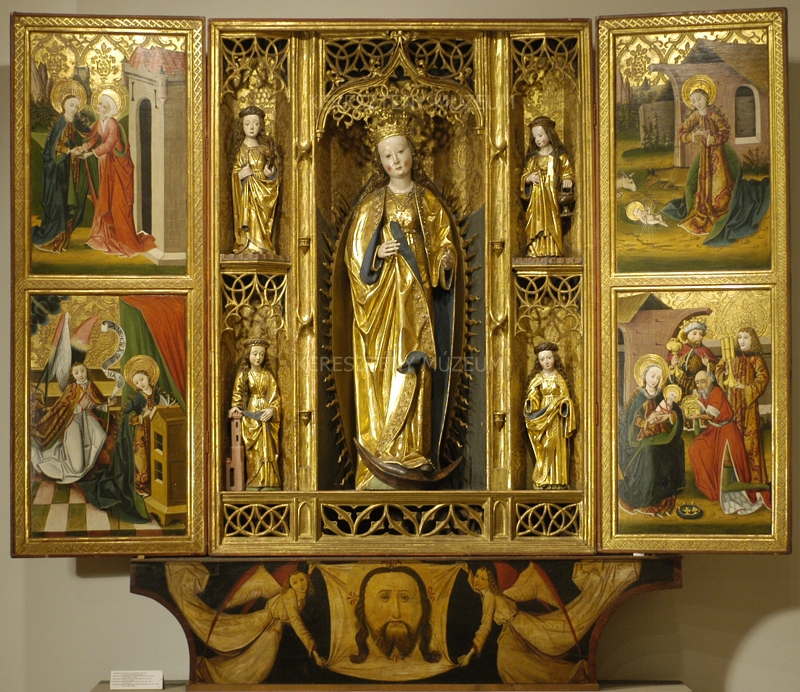
Mária-oltár Felkáról (1480 körül)
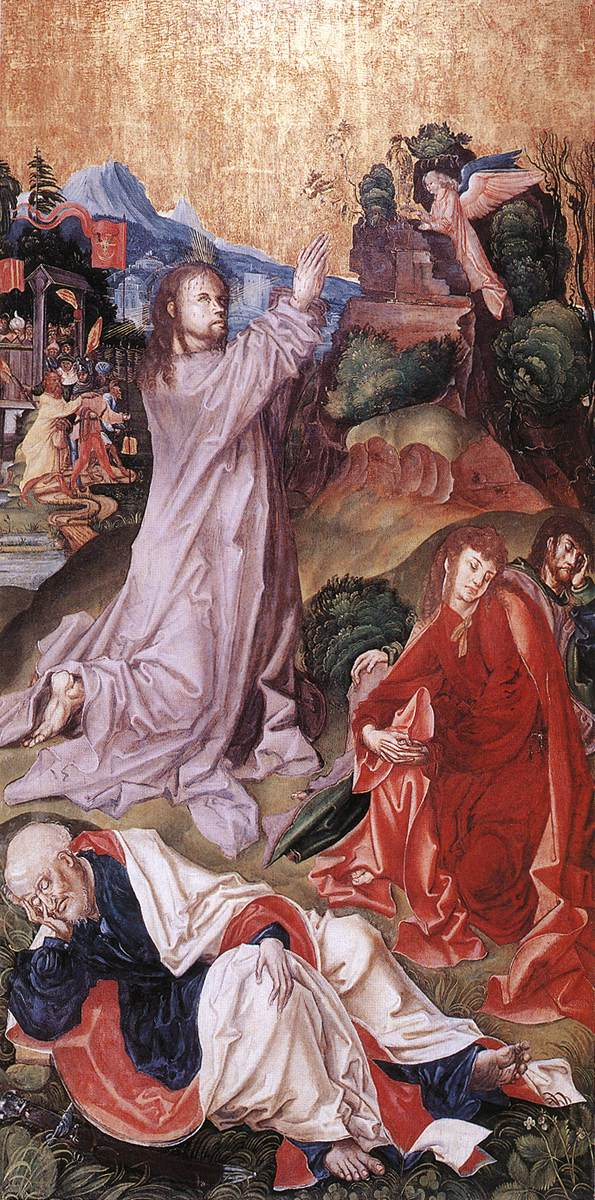
Krisztus az Olajfák hegyén (M S mester, 1506)
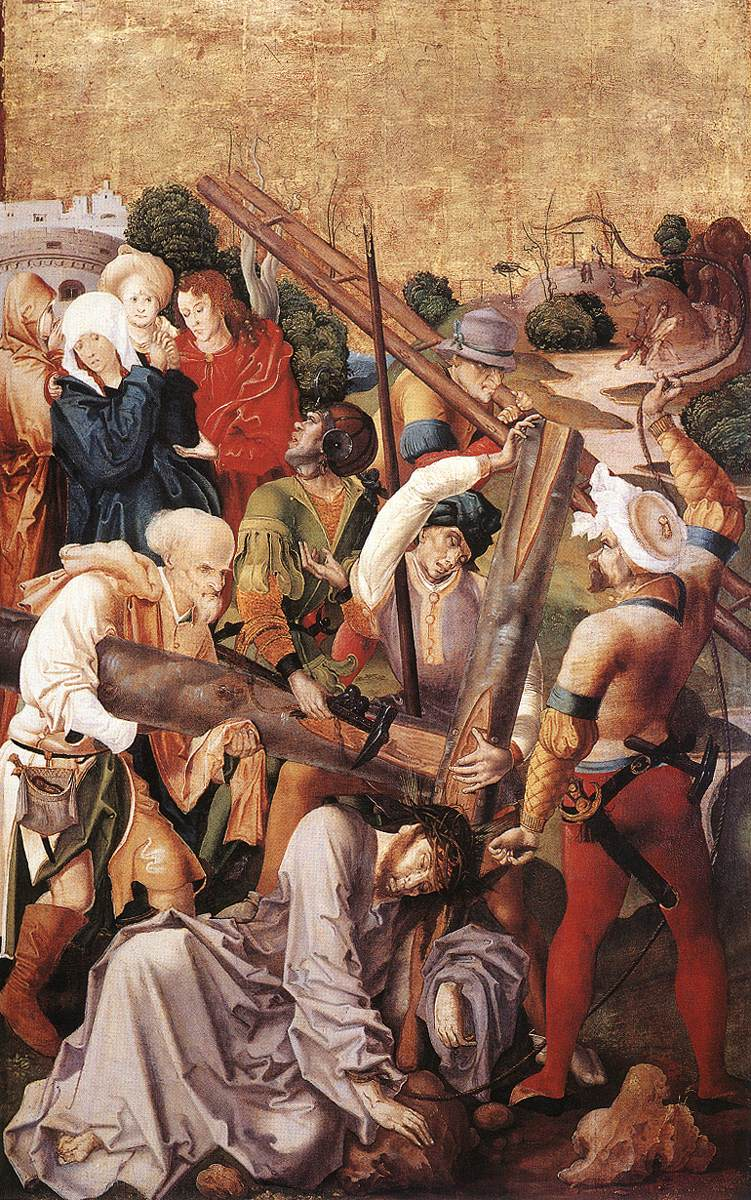
Keresztvitel (M S mester, 1506)
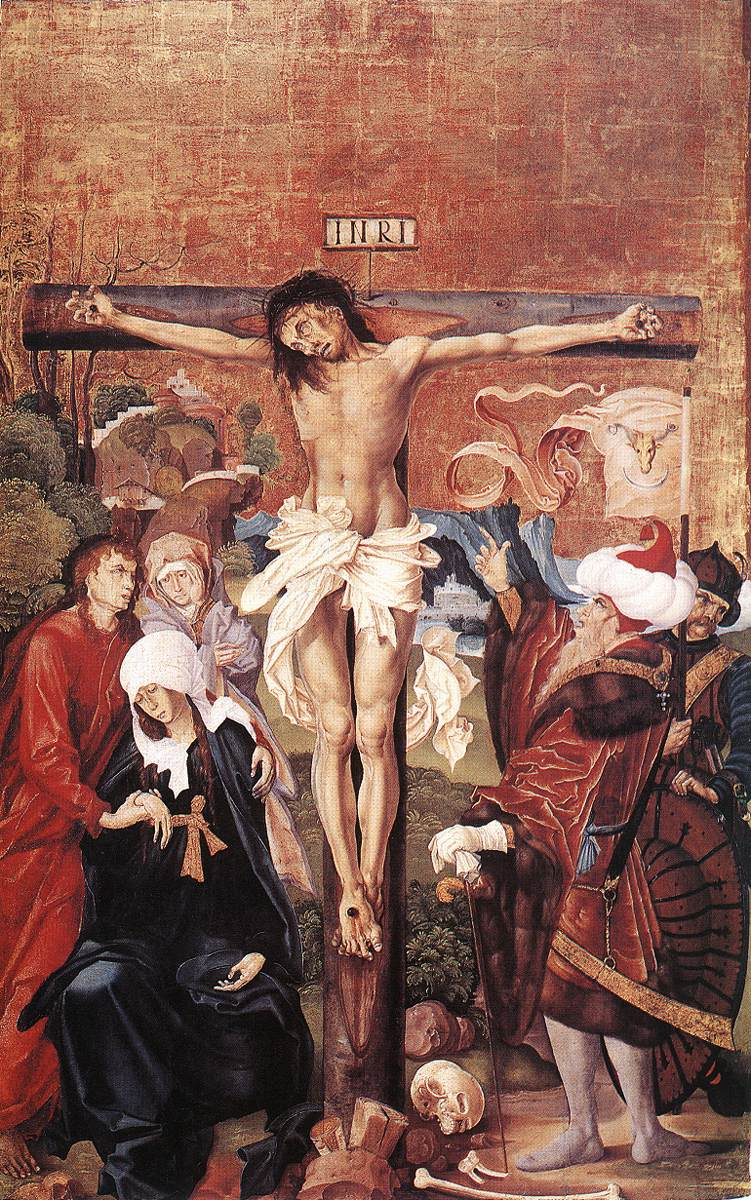
Krisztus a kereszten (M S mester, 1506)
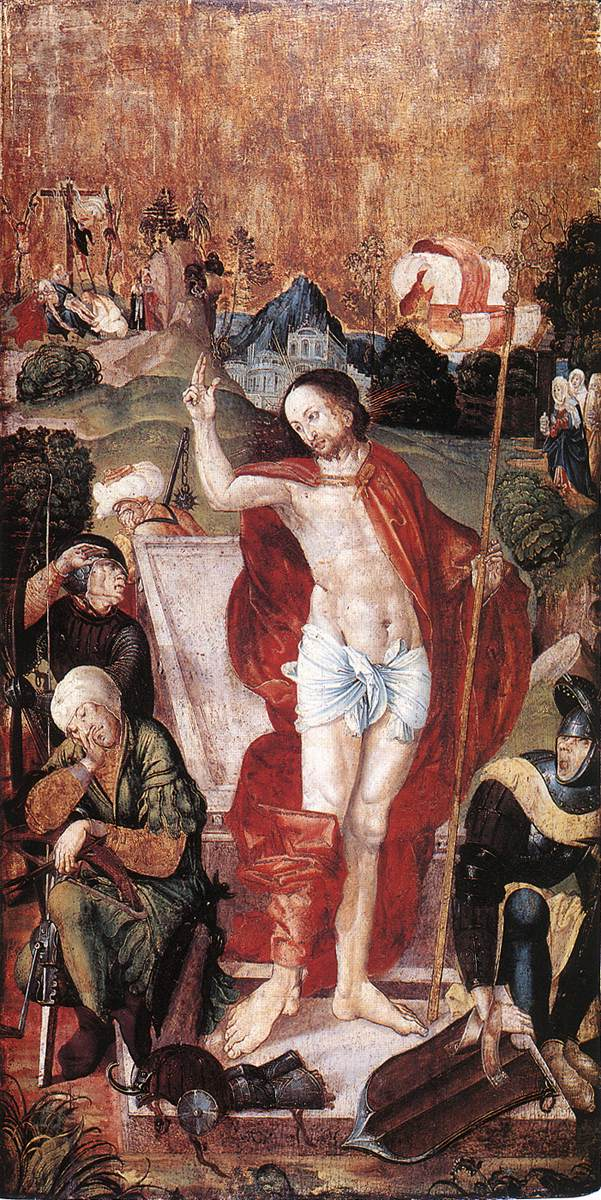
Feltámadás (M S mester, 1506)
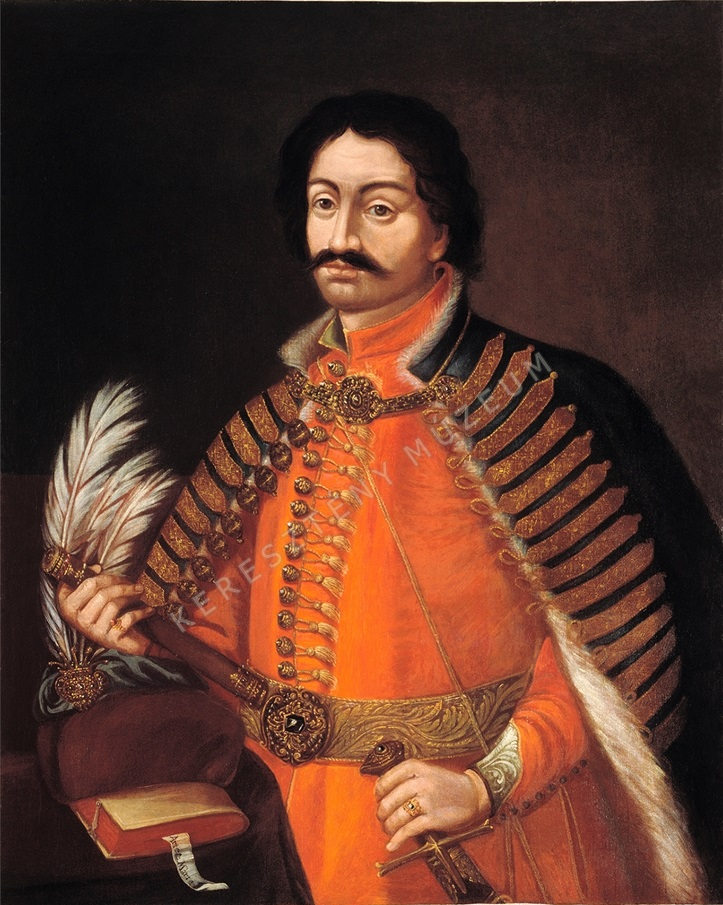
Balassa Bálint arcképe (ismeretlen magyar festő, 17. század)